# Іспансько-марокканські відносини
Сучасний період у ставленнях між Марокко та Іспанією в цілому можна охарактеризувати як період «відлиги». Відносини між двома державами помітно покращились після приходу до влади у квітні 2004 р. соціалістів на чолі з прем'єр-міністром Іспанії Хосе Луісом Родрігесом Сапатеро. У період правління його попередника Хосе Маріа Аснара, представник Народної партії Іспанії, відносини між двома державами в цілому характеризувалися як нестабільні. Зокрема, у липні 2002 р. рішення керівництва Марокко окупувати острів Лейла привело до ескалації конфлікту між двома державами, котрий був вирішений лише за допомогою втручання держсекретаря США К. Пауелла.

## Поліпшення відносин
Новий прем'єр-міністр Іспанії вирішив не тільки поліпшити ставлення з Марокко, але і зробити це африканською державою одною з найближчих союзників свого королівства. З врахуванням того, що дві держави зазнавали приблизно однакові погрози, Іспанії не мало сенсу нехтувати розвитком відносин з своїм південним сусідом. У спробі підкреслити зміни зовнішньополітичного курсу, Родрігес Сапатеро, Хосе Луїс зробив свій перший візит як прем'єр-міністр Іспанії саме у Марокко. За його словами, висловленими у ходу зустрічі c марокканським керівництвом з нагоди 50-річчя повернення короля Мухаммада V з вигнання, Марокко лишається «пріоритетним і стратегічним ринком для Іспанії». Він зазначив,  обсяг взаємної торгівлі між двома країнами з 1998 р. виріс до 20 млрд євро і на Марокко припадає 34 % всього африканського експорту Іспанії. Прем'єр-міністр звернув увагу і на туристичну галузь, в якій відбулися суттєві зрушення. Наприклад, у 2004 г. Марокко відвідали 300 тисяч іспанських туристів, на 40 % більше по порівнянню з 2003 р. Іспанія також є другою в рейтингу державою за кількістю іноземних інвестицій, вкладених у Марокко. Х. Л. Сапатеро підкреслив, що Марокко формує для Іспанії «перспективу не тільки у області торгівлі, але і у стратегічній, політичної і культурній сферах», а партнерство між Марокко і Іспанією є «взірцем для всіх країн Середземномор'я». У руслі своєї ініціативи «Альянсу цивілізацій», недавно підтриманої ООН, Х. Л. Сапатеро позначив,  «Іспанія і Марокко повинні вирішувати роль для взаємного ознайомлення з Магрибом, арабським і ісламським світом».

## Комісія Ібн Рашид
Необхідно відзначити, що ще у 1996 р. була сформована іспано-марокканська міністерська комісія (так звана Комісія Ібн Рашид) — громадянська, неполітична організація, діяльність якої спрямована на розгляд питань, що роблять вплив на іспанське і марокканське суспільства. Однак її зустрічі не проводились за досить напружених відносин між Рабатом і Мадридом в період правління іспанських правих. Монархи двох держав практично вдихнули в неї життя після візиту короля Хуана Карлоса в Марокко навесні 2005 р. Комісія займається питаннями культурного характеру (зокрема, питаннями розповсюдження арабської та іспанської мов в двох державах), питаннями будівництва культурних споруд (Академії в Тетуані). У 2006 р. в Іспанії планується організувати «Рік Марокко», головування над яким доручено члену Комісії Ібн Рашд» Сааду Аль-Кутейни. Крім того, від комісії виходять пропозиції, що стосуються інших сфер співробітництва, в тому числі економіки і торгівлі. В даний час перед комісією стоїть завдання пошуку конструктивних і корисних ініціатив і пропозицій, які будуть представлятися урядів двох держав, а також пошуку вирішення проблем, що несуть загрозу двом товариствам .

## Визнання трагедії рифського населення північної частини Марокко
У липні 2005 р. «Об'єднана соціалістична партія Каталонії — Життя» представила в іспанський парламент проект з метою визнання трагедії рифського населення північної частини Марокко, яке зазнало впливу хімічної зброї в період рифської війни на початку минулого століття. Ініціатива партії Каталонії заслуговує схвалення і вважається зародковим кроком у нелегкому шляху, який роблять європейські країни з метою визнання лих періоду колоніалізму. Разом з тим існують й інші погляди на цю проблему. Так, деякий час тому парламент Франції схвалив ініціативу правих партій, які прославляють роль французького колоніалізму в історичних колоніях. З цього випливає, що європейським країнам притаманні різні точки зору щодо історичної оцінки і тлумачення колоніального періоду. Потрібно відзначити, що на торжестві в честь річниці повернення з вигнання короля Марокко Мухаммеда VI, який відбувся в Рабаті 16 листопада 2005 р., король Мухаммед VI заявив про своє прагнення посилити привілейоване партнерство між Францією, Іспанією та Марокко «забуттям колоніального минулого» .
Як Марокко, так і Іспанія протистоять загрозі неконтрольованої нелегальної міграції, яка цьогочасно досягла небезпечного рівня. Іспанія наполягає на тому, щоб Марокко прийняв необхідні заходи для обмеження потоку нелегальних африканських мігрантів через морські шляхи. Тисячі африканських мігрантів щорічно прибувають з Марокко до Іспанії, переважно вплав. 19 січня 2006 року, у ході свого першого за останні 25 років візиту до Марокко, іспанський король Хуан Карлос особливо відзначив спільні зусилля марокканських і іспанських влад, завдяки яким у 2004 р. вдалося на 20 % порівняно з 2003 р. знизити приплив нелегальних мігрантів через Гібралтарську протоку.

## Створення системи колективної безпеки і оборони між п'ятьма державами арабського Магрибу
11 травня 2005 р. міністр закордонних справ Іспанії Мігель Анхель Моратінос запропонував створити систему колективної безпеки і оборони між п'ятьма державами арабського Магрибу — Марокко, Лівією, Тунісом, Алжиром і Мавританією. За його словами, «економічне співробітництво країн Магрибу формує ядро для системи колективної оборони». Він також зазначив, що в перспективі дана система дозволить налагодити співпрацю і з іншими системами Середземномор'я, в тому числі з блоком НАТО. Міністр в першу чергу запропонував країнам Магрибу обговорити питання координації та регіональної інтеграції власних збройних сил, що в результаті повинне привести до спільної оборонної політики. Цей заклик міністра закордонних справ Іспанії до держав Магрибу свідчить про прагнення його країни зіграти основну роль у зближенні держав арабського Магрибу, а також між ними та Іспанією з метою усунення взаємних розбіжностей і напруженості у відносинах. У першу чергу це стосується питання зближення точок зору між Алжиром і Марокко з метою вирішення сахарської проблеми, яка є основною перешкодою на шляху реалізації інтеграції держав Магрибу в різних сферах.

## Міграція в Середземноморському басейні
Міграція в Середземноморському басейні — давній феномен, проте останнім часом її розміри прийняли загрозливий характер. Важливу роль в цьому, як не дивно, зіграло посилення інтеграційних тенденцій в рамках Європейського союзу, що послужило поштовхом до припливу африканських мігрантів на європейський континент. Згідно з даними Системи контролю над міграцією, створеної в рамках Організації економічного співробітництва і розвитку (ОЕСР), у 1999 р. чисельність іммігрантів в Іспанії склала 609 тис. осіб, з яких 111 тисяч (20 %) були марокканці. Частка марокканців у трудовій силі Іспанії ще вище — близько 40 % усіх іноземних робітників і службовців . Тому цілком очевидно, що іспанська сторона зацікавлена у проведенні марокканським керівництвом ряду інтенсивних зустрічей з представниками сусідніх африканських країн для координації зусиль по депортації нелегальних мігрантів. Марокко зі свого боку відчуває великі труднощі у зв'язку з ідентифікацією особистості мігрантів, які не бажають повертатися в рідні африканські країни.

## Іспано-марокканське угода
27 лютого 2004 р. було ратифіковано іспано-марокканське угоду, що передбачає прийняття марокканськими владою нелегальних африканських мігрантів, які арештовуються правоохоронними органами на території Іспанії. Марокко зобов'язався переправляти мігрантів, які перейшли територію королівства протягом минулих 12 років з метою проникнення в глибокі райони Сахари. 30 вересня 2005 р. керівництво Іспанії ухвалило рішення про розміщення армійської угруповання чисельністю 480 солдатів на кордонах між іспанськими анклавами Сеутою та Мелільйою і марокканської територією. Іспанським солдатам було дозволено використовувати гумові кулі, наручники і палиці [10]. Після цього Марокко та Іспанія взяли «робочий план», мета якого — протистояти потоку нелегальних мігрантів з Африки в напрямку їх країн. 10 жовтня 2005 р. в Рабаті міністри закордонних справ Іспанії і Марокко досягли взаєморозуміння щодо трьох положень цього плану:
- 1) створити механізми реалізації спільного робочого плану, що вимагає докладання зусиль для попередження спроб мігрантів проникнути на території Сеути та Мелільї;
- 2) співпрацювати у розслідуваннях, що стосуються смертей нелегальних мігрантів;
- 3) вести боротьбу з нелегальними мігрантами, залученими до загострення ситуації. На сьогоднішній день Іспанією вже прийняті заходи з переміщення нелегальних мігрантів зі своєї території в Марокко з метою їх тимчасового зосередження в таборах біля міст Уджди і Танжеру і подальшого переправлення в африканські країни .

## Міжнародно-правовий статус Сахари
Міністерство закордонних справ Іспанії докладає зусиль для того, щоб у країни не було «двох зовнішніх політик» (зокрема, політики, якої дотримується зовнішньополітичне відомство, і політики, проведеної активістами низки громадських товариств, рухомих власними потребами та інтересами). Що стосується проблеми Західної Сахари, то уряд Іспанії прагне до того, щоб діалог з Марокко будувався на взаємоприйнятній основі і через офіційні канали. Він дотримується думки, що рішення сахарського питання неможливо здійснити за рахунок іншої сторони. Лише іспанські праві, виходячи з політичних мотивів, схильні підтримувати прагнення Фронту ПОЛІСАРІО до відділення. В цілому ж, іспанський уряд вже не схильна демонструвати «післявиборчий ентузіазм», граючи посередницьку роль між Марокко і Алжиром.
Іспанія і Марокко досягли певної згоди щодо того, що рішення сахарського питання повинно бути вироблено в рамках ООН. Так, іспанське керівництво не прийняло «в багнети» ініціативу, запропоновану марокканським міністром, уповноваженим по зовнішніх справах Тейибом Фасі Аль-Фихри. Ця ініціатива включає ряд нових політичних рекомендацій, які передбачають, зокрема, можливість комбінації між формою самоврядування, запропонованої Марокко, і проведенням референдуму про самовизначення сахарського народу. Міністр закордонних справ Іспанії Мігель Анхель Моратінос заявив про те, що «запропонована Рабатом форма самоврядування — один із кроків на етапі врегулювання сахарської проблеми».
Наприкінці літа поточного року відносини між Марокко та Іспанією кілька загострилися в результаті суперечки між опозицією і урядом (правою Народною партією і лівої Іспанської соціалістичної робочої партією). Відповідальний за міжнародні відносини Народної партії Хорхе Морагас використав перебування іспанського короля в Нью-Йорку для того, щоб вимагати від нього включити в виступ перед делегатами ООН пункт про підтримку «боротьби сахарського народу за здобуття незалежності та визначення своєї долі. Раніше, в ході дебатів в іспанському парламенті з приводу сахарської проблеми, Народна партія Іспанії підтримала вимоги Фронту ПОЛІСАРІО по відділенню Західної Сахари від Марокко. Зі свого боку, відповідальний за міжнародні відносини в Іспанської соціалістичної робочої партії Тринідад Хименс вказав Х. Морагасу на те, що король Іспанії Хуан Карлос виконує конституційну роль, яка вимагає компліментарності внутрішньої і зовнішньої політики і визначається нинішнім урядом країни. Т. Хименс підкреслив, що іспанський король може зазначити у своїй промові перед ООН лише те, що йому рекомендує центральний уряд у Мадриді.
У черговий «демонстрації потенціалу» правих Іспанії колишній іспанський міністр оборони Федеріко Тріо закликав до жорсткого діалогу у відносинах між Мадридом і Рабатом. У своїх спогадах, в яких він описав свою діяльність на посту глави оборонного відомства Іспанії в період між 2000 і 2004 рр., міністр зазначив, що Іспанії необхідно взаємодіяти з Марокко з позиції сили і стримування. На його переконання, зовнішня політика уряду Х. М. Аснара в період кризи навколо острова Лейла в 2002 р. уособлювала «захист честі вітчизни». Колишній міністр оборони звинуватив чинний уряд Іспанії в потуранні Марокко в питанні, що стосується нелегальної міграції, та висловив переконання, що політика попереднього уряду була «зразковою» моделлю взаємовідносин з Марокко. Він також не забув покласти на керівництво Марокко відповідальність за проникнення нелегальних мігрантів через марокканські анклави Сеуту і Мелілью.

## План Бейкера
За словами міністра закордонних справ Іспанії М. А. Моратіноса, іспанське товариство не має точного уявлення про марокканської позиції по сахарському питання, так як іспанці вважають, що Марокко не підтримує принцип «самовизначення сахарського народу». М. А. Моратінос підкреслив, що відповідальні особи Марокко в ході переговорів з ним повідомили про те, що підтримують даний принцип. Показником цього, на думку міністра закордонних справ Іспанії, є чергове продовження місії МИНУРСО, яка з 1991 р. здійснює контроль над припиненням ведення бойових дій між Фронтом ПОЛІСАРІО і Марокко. Міністр також заявив про те, що Іспанія та інші країни, зацікавлені у припиненні конфлікту, підтримують зусилля протиборчих сторін до пошуку остаточного рішення. Він зазначив, що Іспанія з увагою ставиться до майбутніх кроків, які має зробити спеціальний посланник ООН в Західній Сахарі голландський дипломат Пітер Ван Валсум. Зокрема, М. А. Моратінос висловив надію, що майбутній доповідь П. В. Валсума в лютому 2006 р. визначить загальні контури плану врегулювання і запропонує остаточне вирішення конфлікту, яке в будь-якому випадку має здійснюватися шляхом визначення долі сахарського народу. Міністерство закордонних справ Іспанії направив П. Ст. Валсуму офіційний лист із запрошенням відвідати Іспанію в ході його майбутньої поїздки по країнах Магрибу .
18 жовтня ц.р. міністр закордонних справ Іспанії М. А. Моратінос закликав до «справедливого і певного» врегулювання сахарської проблеми, заснованої на волі народів. В ході зустрічі з М. А. Моратіносом Пітер Ван Валсум заявив про те, що Фронт Полісаріо і Алжир підтримують «План Бейкера», який передбачає надання Західній Сахарі автономії на п'ятирічний термін з подальшим проведенням референдуму за самовизначенням сахарського народу.
У своєму виступі перед іспанським парламентом 18 квітня поточного року прем'єр-міністр Іспанії Х. Л. Сапатеро зазначив, що спільна іспано-марокканська комісія має намір стабілізувати і зміцнити відносини двох держав і надати можливість співпраці в різних сферах. За його словами, «однією з основних цілей уряду соціалістів після приходу до влади була активізація двосторонніх відносин з Марокко». Він схвально відгукнувся про роботу спеціальної робочої групи, створеної з метою вирішення наявних проблем у сфері морського рибальства в зоні між Канарськими островами та західними берегами Марокко, а також зміцнення співпраці у сфері охорони навколишнього середовища та проведення спільних рятувальних операцій.

## Взаємні інтереси Канарських островів, Марокко та Іспанії
Взаємні інтереси Канарських островів, Марокко та Іспанії тісно переплетені. З'явилася останнім часом інформація про наявність родовищ нафти в морській зоні між Канарськими островами і Марокко змушує нинішній уряд Іспанії враховувати вимоги опозиційної Народної партії Іспанії, яка наполягає на необхідності визначення морських кордонів з Марокко. Згідно з новою угодою про морському рибальстві, підписаним між Рабатом і Брюсселем у 2005 р. на 4-річний період, рибалки з Канарських островів можуть ловити рибу в марокканських водах. Угода дозволяє європейського риболовецькому флоту (складається в основному з іспанських судів) повернутися у водне простір Марокко. У вересні 2005 р. відбулася роздача ліцензій на рибальство іспанським судам, які вирушать до територіальних вод Марокко з початку березня 2006 р. Очікується, що більшу вигоду отримають суду з регіонів Андалусії і Галісії (в Галісії риболовецька промисловість — найбільш розвинена не тільки в масштабах Іспанії, але й в масштабах Європи).
Зазначена угода про рибної ловлі викликало протест Фронту ПОЛІСАРІО, який зажадав від Європейського парламенту його скасування . Керівництво фронту вважає, що Марокко не має права розпоряджатися сахарською територією і ратифікувати угоду про морському рибальстві з Європою. Зі свого боку, міністр закордонних справ Іспанії М. А. Моратінос зазначив, що Іспанія, як і ЄС, переконана в тому, що суверенітет Марокко частково поширюється на територію Західної Сахари. Він охарактеризував угоду як дуже важливе і доповнює угоду про партнерство між Марокко і ЄС у сфері рибного лову. 7 серпня 2005 р. представник Іспанії виступив з захистом ратифікації ЄС угоди з Марокко про морське рибальство в прибережній зоні Західної Сахари.

## Вступу Іспанії і Португалії в ЄЕС у 1986 р
Після вступу Іспанії і Португалії в ЄЕС у 1986 р. європейське об'єднання стало якоюсь мірою самодостатнім в тому, що стосується сільськогосподарської продукції. Цитрусові, томати, оливки, оливкова олія та вино, які раніше експортувалися в Європу з країн Північної Африки, які зазнали гострої конкуренції з боку іспанських і португальських сільгоспвиробників. Іспанія отримала великий козир у грі за доступ на європейський ринок: членство в ЄЕС . В даний час одним з проблемних питань в торгових іспано-марокканських відносинах між двома зазначеними країнами залишається імпорт в Марокко іспанських виробів із кераміки та фаянсу. В останні місяці марокканська влада ввела заборону на імпорт іспанського фаянсу під приводом захисту вітчизняного товаровиробника. Внаслідок цього рішення в Іспанії вибухнула справжня політична буря, так як Народна партія Іспанії прагнула використати всі проблеми у відносинах між Рабатом і Мадридом у власних інтересах. Особливе невдоволення продемонстрували іспанські виробники кераміки і фаянсу, які намагаються домогтися скасування спеціальних мит з боку Рабату на імпорт зазначених виробів або відкласти його як мінімум до 2009 р. Іспанський уряд також стурбований можливим погіршенням економічної ситуації в іспанських анклавів Сеуті і Мелільї після повної відміни митних зборів між Марокко і Європейським союзом.

## Домовленість про початок будівництва міжконтинентального тунелю через Гібралтар від Танжера до Альхесиресу
Слід відзначити і наявність грандіозного транспортного проекту, який має намір реалізувати дві держави. Так, в січні 2005 р. між Марокко та Іспанією була досягнута домовленість про початок будівництва міжконтинентального тунелю через Гібралтар від Танжера до Альхесиреса (за типом тунелю через протоку Ла-Манш). Ця ідея з'явилася ще в 1970 р., однак отримала право на реалізацію лише після приходу до влади в Іспанії соціалістів. На даний час дві держави вже провели попередні роботи по прокладці тунелю, витративши на ці цілі 12 млн дол. США. Передбачається, що більшу частину витрат на реалізацію проекту візьме на себе Європейський союз.

## Характеристика відносин між Іспанією та Марокко
В цілому, характеризуючи відносини між Іспанією та Марокко в період перебування у влади Іспанської соціалістичної робочої партії, слід зазначити, що вони носять стабільний характер і мають тенденцію до розвитку в різних сферах. Іспанські ліві використовували можливість реконструкції зовнішньополітичного курсу з метою зміцнення свого внутрішньополітичного рейтингу і завоювання більшого авторитету як у себе в країні, так і за її межами. У подальшому слід очікувати активізації двосторонніх зв'язків між Іспанією та Марокко, а також посилення координації між двома державами в контексті вирішення нагальних регіональних проблем.